# Устимова, Вероника Игоревна
Вероника Игоревна Устимова (род. 27 ноября 2004, Ульяновск) — российская актриса кино и телевидения.

## Биография
Родилась 27 ноября 2004 года в Ульяновске. С пяти лет занималась в продюсерском центре «Совершенство», участвовала во многих конкурсах творческой направленности. В детстве мечтала стать палеонтологом, позднее избрала артистическую стезю.
В 12 лет принимала участие в шоу талантов «Голос. Дети» (команда Димы Билана). Удостоена титула «Мини-мисс мира 2012», третьего места на конкурсе «Славянский базар», финалист детской «Новой волны».
Училась в Гимназии № 1 г. Ульяновска. В четвёртом классе с родителями переехали в Москву, где училась в школе № 1113. 
Дебютировала на экране в 2017 году в полицейском телесериале «Следствие любви» (роль Юли). Наиболее известна главной ролью Леры Арабовой в фантастической драме Дмитрия Киселёва «Мира».
Исполнительница главных ролей в мюзиклах: «Волшебник изумрудного города», «Сон о дожде», «Московская история», «Опасные связи», «Баллада о маленьком сердце», «Леди Совершенство», «Алые паруса», «Волшебное созвездие Дисней», «Маленький принц», «Загадка Снежной Королевы», «Том Сойер», «13 месяцев» и др.
Учится в Театральном институте имени Бориса Щукина (актёрский факультет).

## Фильмография
- Cледствие любви (2017) — Юля
- Одесса (2019) — Ирка[10]
- Новенький (2021) — Лиза Ермакова (главная роль)[11]
- Медиатор (2021) — Кира[12]
- Французы под Москвой (2021) — Мари
- Наследие (2022) — Елена
- Мира (2022) — Лера Арабова (главная роль)[13]; приз за лучшую детскую женскую роль международного кинофестиваля «Лістапад»[14][15]
- Валюша (2022) — Арина
- Между нами выпал снег (2022) — Алёна
- Словно не было разлуки (2022) — Даша (главная роль)
- Доктор (2022) — Элата
- Что делать женщине, если... (2022) — Анна в юности
- Новогодний ол инклюзив (У нас бронь, или с Новым годом!) (2023) — Маша (главная роль)[16]
- Чёрный замок (2023) — Стася (главная роль)
- Корпорация Морозов (2023) — Анна (главная роль)
- Чёрный пёс-5 (2024)
- Я иду тебя искать-8 (2024) — Анфиса в молодости
- Чёрный замок (2024) — Стася

## Награды и номинации
- 2021 — награда «Лучшая детская роль» за роль в спектакле «Листопадничек»[17];
- 2022 — приз «Лучшая женская роль» на фестивале патриотического кино «Малая Земля» — фильм «Новенький» (режиссёр Александр Кулямин)[18];

## Оценки
«Привлекательная внешность и красивый тембр голоса выделяют Веронику Устимову из плеяды молодых актрис российского кино. Она не боится экспериментировать над собой и любит играть самые разные роли, расширяя таким образом зону комфорта».